# Сдвиг Найта
Сдвиг Найта (англ. Knight Shift) — явление увеличения резонансной частоты ядерного магнитного резонанса при его наблюдении в металлах {\displaystyle \omega _{m}} по сравнению с резонансной частотой при его наблюдении в диамагнетиках {\displaystyle \omega _{d}}: {\displaystyle \omega _{m}=\omega _{d}+\Delta \omega } в результате сверхтонкого взаимодействия ядер с электронами проводимости металлов.

## Свойства
- Величина найтовского сдвига {\displaystyle \Delta \omega }, за несколькими исключениями, положительна.
- Относительный сдвиг {\displaystyle {\frac {\Delta \omega }{\omega _{d}}}} не зависит от {\displaystyle \omega _{d}} при его варьировании путем изменения постоянного магнитного поля.
- Относительный сдвиг почти не зависит от температуры.
- Относительный сдвиг, как правило, увеличивается с увеличением электрического заряда ядра {\displaystyle Z}[1].

## Объяснение
Найтовский сдвиг объясняется сверхтонким взаимодействием ядер с электронами проводимости в {\displaystyle s} — состоянии. При отсутствии внешнего магнитного поля спины электронов ориентированы беспорядочно и суммарное магнитное поле, создаваемое ими на ядре, равно нулю. При появлении постоянного внешнего магнитного поля {\displaystyle H_{0}} электронные спины ориентируются и суммарное магнитное поле, вызванное сверхтонким взаимодействием, на ядре не равно нулю. Общее действующее на ядро магнитное поле будет больше внешнего магнитного поля вследствие того, что суммарный магнитный момент электронов металла направлен параллельно внешнему магнитному полю, а сверхтонкое взаимодействие ядра с {\displaystyle s} — электроном вызывает магнитный момент на ядре, параллельный электронному магнитному моменту.
Этим объясняются все свойства найтовского сдвига. Положительность сдвига объясняется увеличением магнитного поля {\displaystyle H_{0}} вследствие добавления магнитного поля электронов. Неизменность относительного сдвига объясняется линейной зависимостью поляризации электронных спинов от внешнего магнитного поля {\displaystyle H_{0}} или {\displaystyle \omega _{d}}. Независимость относительного сдвига от температуры объясняется тем, что поляризация электронов не зависит от температуры, так как у сильно вырожденного электронного газа спиновый парамагнетизм не зависит от температуры. Увеличение относительного сдвига с увеличением
электрического заряда ядра {\displaystyle Z} объясняется возрастанием плотности электронной волновой функции на ядре с ростом электрического заряда ядра.